# Nepenthes reinwardtiana
Nepenthes reinwardtiana är en tvåhjärtbladig växtart som beskrevs av Friedrich Anton Wilhelm Miquel. Nepenthes reinwardtiana ingår i släktet Nepenthes och familjen Nepenthaceae. Inga underarter finns listade i Catalogue of Life.

## Bildgalleri

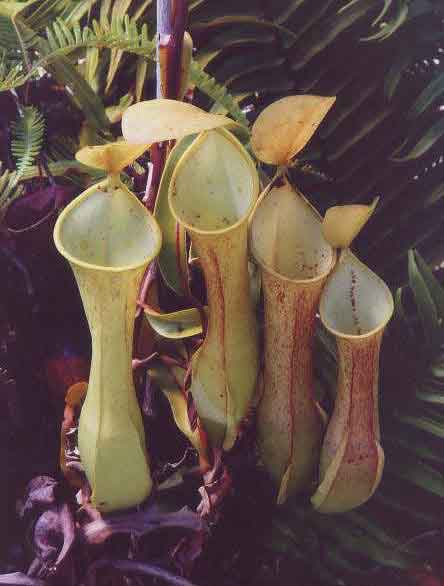
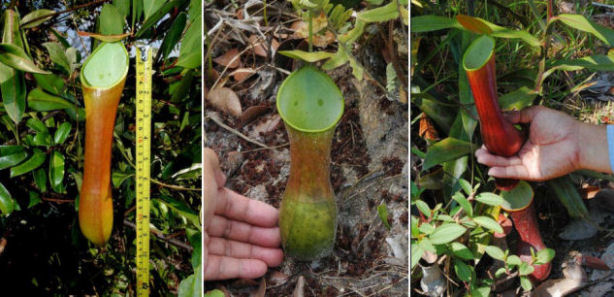
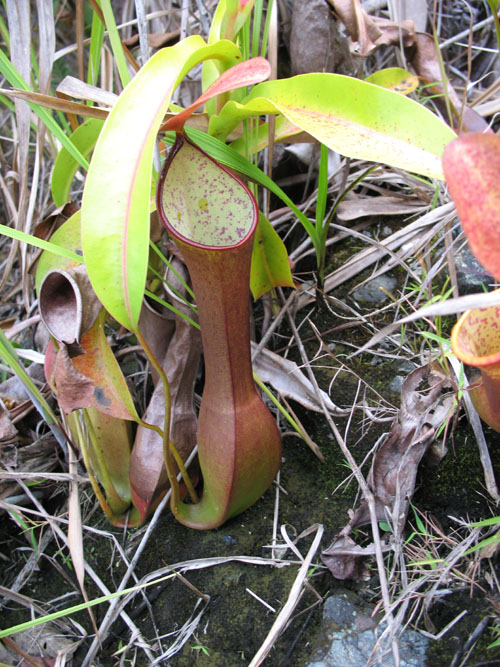
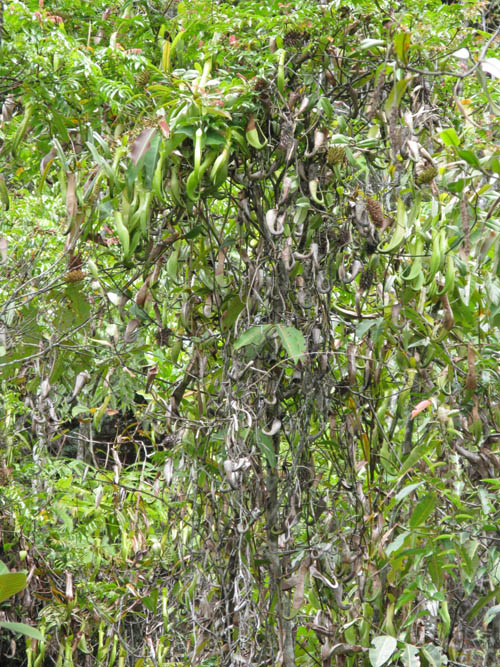
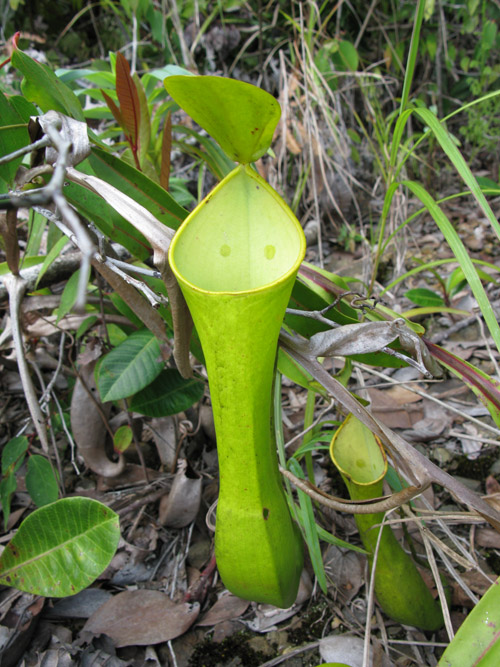
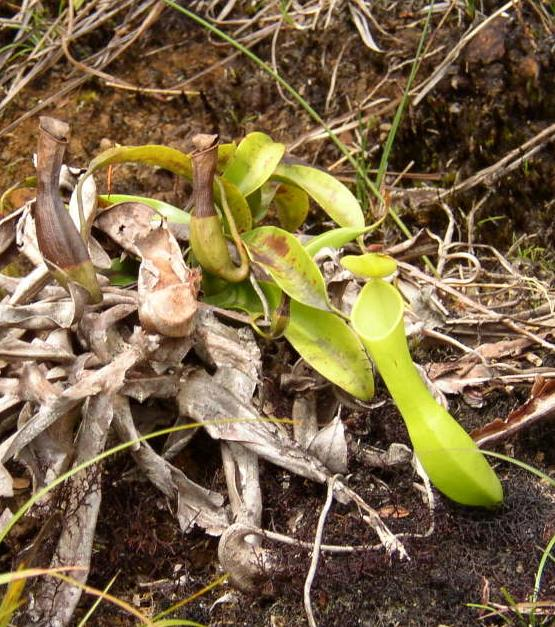